# تسارادي
تسارادي هي شركة طيران تتخذ من مطار إيفاتو الدولي في أنتاناناريفو مركزاً لعملياتها، وهي تقوم بتشغيل رحلات جوية داخلية في مدغشقر.